# Assedio di Zierikzee
L'assedio di Zierikzee fu un assedio combattuto nell'ambito della guerra degli ottant'anni che perdurò dall'ottobre del 1575 al luglio del 1576 presso la città di Zierikzee, nell'Olanda meridionale (attuali Paesi Bassi).

## Lo scontro
Quando il generale spagnolo Modragón pose assedio alla città di Zierikzee, questa non aveva avuto il tempo di prepararsi adeguatamente nelle difese in quanto gli spagnoli appena venti giorni prima avevano combattuto all'assedio di Bommenede ed erano poi giunti velocissimi alla città successiva. Gli spagnoli però non riuscirono da subito a porre un assedio veloce alla città di Zierikzee che, per quanto piccola, appariva sufficientemente fortificata da resistere ai primi attacchi anche senza adeguata preparazione e pertanto gli spagnoli cercarono di tagliare i rifornimenti alla città. Sino al febbraio del 1576, malgrado il pesante fuoco nemico, dei piccoli vascelli olandesi furono in grado di raggiungere la città portandole dei rifornimenti. I difensori, dal canto loro, portarono avanti una serie di sortite che inflissero notevoli perdite agli spagnoli. Ad ogni modo a marzo di quell'anno, gli spagnoli avevano ormai stretto la cerchia delle mura cittadine.
Le truppe olandesi al comando dell'ammiraglio Lodewijk van Boisot e di Guglielmo d'Orange tentarono per ben tre volte di rompere l'assedio. L'11 aprile venne combattuta una battaglia navale nei pressi della città, ma non ebbe il successo sperato. Un secondo attacco venne portato avanti il 28 maggio ma fallì in quanto gli spagnoli erano già stati segretamente informati in precedenza. Inoltre nello scontro morì l'ammiraglio Boisot Quando anche il terzo tentativo fallì, gli olandesi vennero costretti a ritirarsi il 13 giugno.

## Conseguenze
I negoziati tra spagnoli e olandesi si conclusero il 29 luglio: alla guarnigione venne concesso di lasciare la città, ma la città di Zierikzee venne costretta a pagare la somma di 100 000 gulden per essere risparmiata. La città venne occupata dagli spagnoli, ma il 12 luglio scoppiò un ammutinamento tra le truppe degli stessi spagnoli che non ricevevano da tempo la paga. I soldati estorsero soldi e beni alla popolazione e poi abbandonarono Zierikzee il 3 novembre. Le truppe si diressero nella regione del Brabante e Modragón non ebbe altra opzione che seguirle.